# Єлемучаш (Кузнецовське сільське поселення)
Єлемуча́ш (рос. Елемучаш, марій. Йӱлемучаш) — присілок у складі Медведевського району Марій Ел, Росія. Входить до складу Кузнецовського сільського поселення.

## Населення
Населення — 10 осіб (2010; 10 у 2002).
Національний склад (станом на 2002 рік):
- лучні марійці — 100 %